# Jetsun Pema
Jetsun Pema (født 4. juni 1990 i Thimphu) er dronning af Bhutan siden giftemålet med kong Jigme Khesar Namgyel Wangchuck den 13. oktober 2011.

## Børn
Parret har to sønner, kronprins Jigme Namgyel Wangchuck, der blev født d. 5. februar 2016 samt en yngre søn født d. 19. marts 2020, Jigme Ugyen Wangchuck.
Den 14. juni 2023 blev det offentliggjort, at hun venter deres tredje barn. Den 9. september 2023 meddelte kongen, at dronningen havde født deres tredje barn og eneste datter på Lingkana-paladset.